# Travis Sanheim
Travis Sanheim, född 29 mars 1996, är en kanadensisk professionell ishockeyback som spelar för Philadelphia Flyers i National Hockey League (NHL). Han har tidigare spelat för Lehigh Valley Phantoms i American Hockey League (AHL) och Calgary Hitmen i Western Hockey League (WHL).
Sanheim draftades av Philadelphia Flyers i första rundan i 2014 års draft som 17:e spelare totalt.

## Statistik
| 2011–2012  | Yellowhead Chiefs      | MMHL       | 44  | 15 | 24  | 39  | 14  | 2  | 0 | 1  | 1  | 2  |
| 2012–2013  | Yellowhead Chiefs      | MMHL       | 43  | 12 | 23  | 35  | 44  | 4  | 2 | 3  | 5  | 2  |
|            | Winkler Flyers         | MJHL       | —   | —  | —   | —   | —   | 6  | 0 | 1  | 1  | 2  |
| 2013–2014  | Calgary Hitmen         | WHL        | 67  | 5  | 24  | 29  | 14  | 6  | 1 | 1  | 2  | 6  |
| 2014–2015  | Calgary Hitmen         | WHL        | 67  | 15 | 50  | 65  | 52  | 17 | 5 | 13 | 18 | 10 |
| 2015–2016  | Calgary Hitmen         | WHL        | 52  | 15 | 53  | 68  | 66  | 5  | 1 | 5  | 6  | 8  |
|            | Lehigh Valley Phantoms | AHL        | 4   | 1  | 2   | 3   | 0   | —  | — | —  | —  | —  |
| 2016–2017  | Lehigh Valley Phantoms | AHL        | 76  | 10 | 27  | 37  | 46  | 5  | 0 | 3  | 3  | 2  |
| 2017–2018  | Philadelphia Flyers    | NHL        | 49  | 2  | 8   | 10  | 20  | 4  | 1 | 0  | 1  | 2  |
|            | Lehigh Valley Phantoms | AHL        | 18  | 1  | 15  | 16  | 10  | 7  | 1 | 2  | 3  | 4  |
| 2018–2019  | Philadelphia Flyers    | NHL        | 82  | 9  | 26  | 35  | 22  | —  | — | —  | —  | —  |
| NHL totalt | NHL totalt             | NHL totalt | 131 | 11 | 34  | 45  | 42  | 4  | 1 | 0  | 1  | 2  |
| AHL totalt | AHL totalt             | AHL totalt | 98  | 12 | 44  | 56  | 56  | 12 | 1 | 5  | 6  | 6  |
| WHL totalt | WHL totalt             | WHL totalt | 186 | 35 | 127 | 162 | 132 | 28 | 7 | 19 | 26 | 24 |

### Internationellt
| Källa: Uppdaterad: 2017-10-06 | Källa: Uppdaterad: 2017-10-06 | Källa: Uppdaterad: 2017-10-06 |         | Utv = Utvisningsminuter | Utv = Utvisningsminuter | Utv = Utvisningsminuter | Utv = Utvisningsminuter | Utv = Utvisningsminuter |
| År                            | Lag                           | Mästerskap                    | Matcher | Mål                     | Assists                 | Poäng                   | Utv                     |                         |
| ----------------------------- | ----------------------------- | ----------------------------- | ------- | ----------------------- | ----------------------- | ----------------------- | ----------------------- | ----------------------- |
| 2014                          | Kanada                        | U18-VM                        | 7       | 0                       | 6                       | 6                       | 0                       |                         |
| 2016                          | Kanada                        | JVM                           | 5       | 0                       | 1                       | 1                       | 0                       |                         |
| Junior totalt                 | Junior totalt                 | Junior totalt                 | 12      | 0                       | 7                       | 7                       | 0                       |                         |